# Kupferberg (Wipperfürth)
Kupferberg ist eine Ortschaft von Wipperfürth im Oberbergischen Kreis im Regierungsbezirk Köln in Nordrhein-Westfalen (Deutschland).

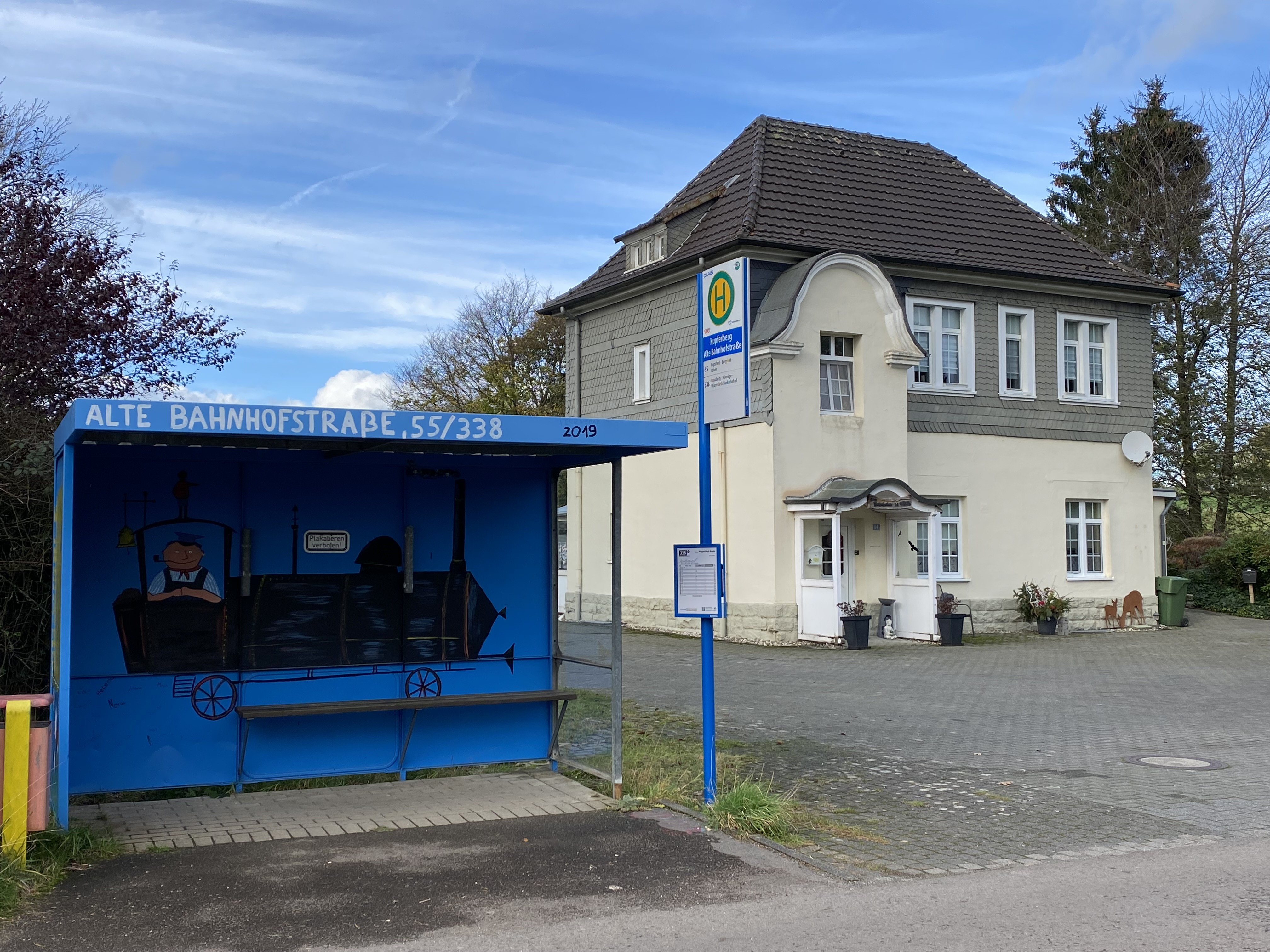
Ehem. Bahnhofsgebäude Kupferberg (Ende 19. J.)

## Lage und Beschreibung
Die Ortschaft liegt im Nordosten von Wipperfürth an der Landesstraße L 284 zwischen Wipperfürth und Halver. Nachbarorte sind Hammer, Kreuzberg, Engsfeld und Dörpinghausen. Der Heinken-Hedfelder Bach mündet im Ort in die Hönnige.
Politisch wird der Ort durch den Direktkandidaten des Wahlbezirks 12.1 (121) Kupferberg im Rat der Stadt Wipperfürth vertreten.

## Geschichte

Kuxschein der Gewerkschaft Danielszug vom 4. April 1938

1443 wird Kupferberg in „Einkünfte und Rechte des Kölner Apostelstiftes“ erstmals mit der Ortsbezeichnung „Kopperberge“ genannt. Doch soll schon deutlich früher Kupfer im Tagebau gefördert worden sein. In der zweiten Hälfte des 18. Jahrhunderts gab es mehrere kleinere Gruben im Besitz Hückeswagener Kaufleute. Um 1792 wurde eine Wasserkunst zum Abpumpen des Grubenwassers errichtet. Das 1774 gemutete Bergwerk Danielszug war besonders ergiebig. Nach ihm wurde das 1837 gegründet Unternehmen Grube Danielszug benannt, das mehrere Gänge zusammenfasste und nach jahrzehntelangem Stillstand ab 1899 zu einem modernen Bergwerk ausgebaut wurde. Der Danielszug war das bedeutendste Kupfererzbergwerk des Bergischen Landes, wurde aber 1922 geschlossen. Traurige Berühmtheit erlangte die 1938 wiedereröffnete Grube durch den Einsatz ausländischer Zwangsarbeiter. 1944 wurde mit 375 Arbeitern 2.500 t Erz mit einem Kupfergehalt von 2 % gefördert. Anfang der 1950er Jahre wurden die Anlagen abgebrochen.
Zwischen 1910 und 1960 besaß Kupferberg einen Bahnhof an der Bahnstrecke Anschlag–Wipperfürth. Diese Bahnlinie zweigte im Bahnhof Wipperfürth von der Wippertalbahn ab und schloss bei Anschlag an die Wuppertalbahn an.
Gegenüber dem alten Kupferberg entstand nach einem Waldbrand Anfang der 1950er Jahre die heutige Siedlung Kupferberg. Unter Einbeziehung von trockengelegtem Sumpf- und Weideland wurden zunächst 16 Parzellen abgeteilt und am 13. März 1954 verlost. Heute besteht die Siedlung aus knapp 60 Häusern.
Die Fischteiche entlang der Hauptstraße zwischen Wipperfürth und Halver wurden seinerzeit vom Reichsarbeitsdienst angelegt. Die Müller-Hallen, vormals Zentrallager des Textilgroßfabrikanten Alfons Müller-Wipperfürth, beherbergen seit Ende der 1970er Jahre u. a. Freizeiteinrichtungen. 1964 wurde eine evangelische Kirche erbaut. 1995 wurde ein Kindergarten der Arbeiterwohlfahrt eröffnet.

## Busverbindungen
Über die im Ort gelegene Bushaltestelle der Linie 338 (VRS/OVAG) ist eine Anbindung an den öffentlichen Personennahverkehr gegeben.

## Wanderwege
Der vom SGV ausgeschilderte Rundwanderweg führt im Süden an der Ortschaft vorbei.

## Persönlichkeiten
- Carl Giebeler (1812–im 19. Jahrhundert), Hüttenbesitzer und Abgeordneter der Landstände des Herzogtums Nassau